# Can Sumarro
Can Sumarro és una masia del segle xvi situada al centre del nucli urbà de l'Hospitalet de Llobregat, catalogada com a Bé Cultural d'Interès Nacional des de 1975, es troba molt a prop d'altres edificis històrics com Can Llunell, actual seu del Museu d'Història de la ciutat, i el Casal de l'Harmonia.
Des de finals del segle xviii, Can Sumarro ha estat ocupada per la família Prats i el seu últim representat la va cedir a la ciutat per usos culturals o assistencials. A més d'una ampla arbreda on hi ha representades nombroses espècies típiques de l'alzinar mediterrani, la masia disposa de camps de conreu, treballats fins fa pocs anys. Encara s'hi conserva el canal de reg que portava l'aigua des del Canal de la Infanta que passava a pocs metres de la finca.

## Edifici

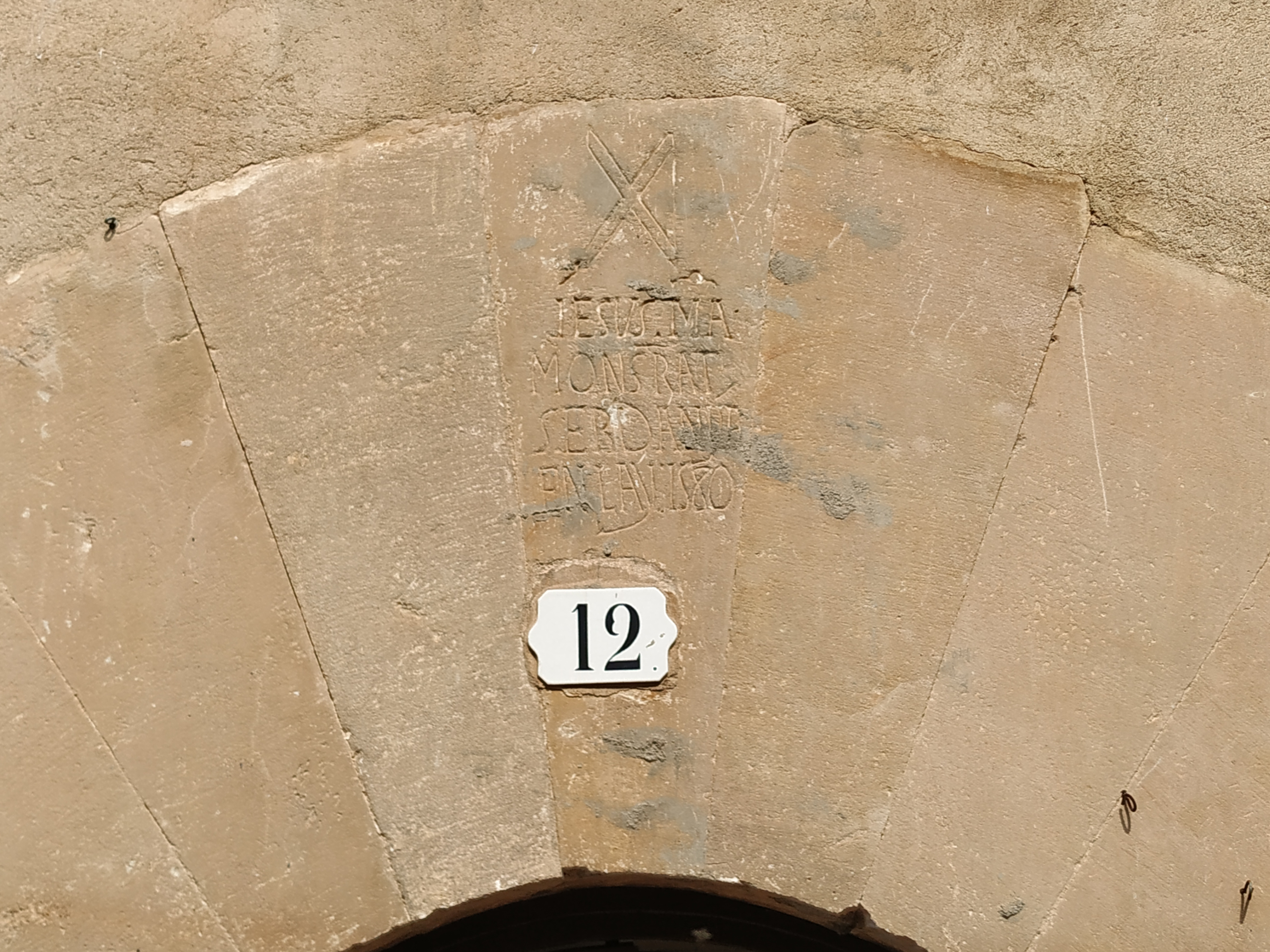
Dovella a la porta principal

L'antic mas anomenat Can Sumarro, situat entre el carrer de Barcelona i la riera de l'Escorxador, fou construït el segle XVI (a la porta adovellada consta la data 1580) per Montserrat Cerdanya. Al segle xviii va passar la propietat als marquesos de Castellbell. Més endavant a la família Prats i, finalment, serà propietat municipal.
Es tracta d'un edifici de planta rectangular amb coberta a dues vessants, portal adovellat, finestres rectangulars, la central amb llinda recta d'una sola peça, i tres obertures d'arc rebaixat al nivell de les golfes. La seva tipologia constructiva és una variant del tipus basilical.

## Biblioteca

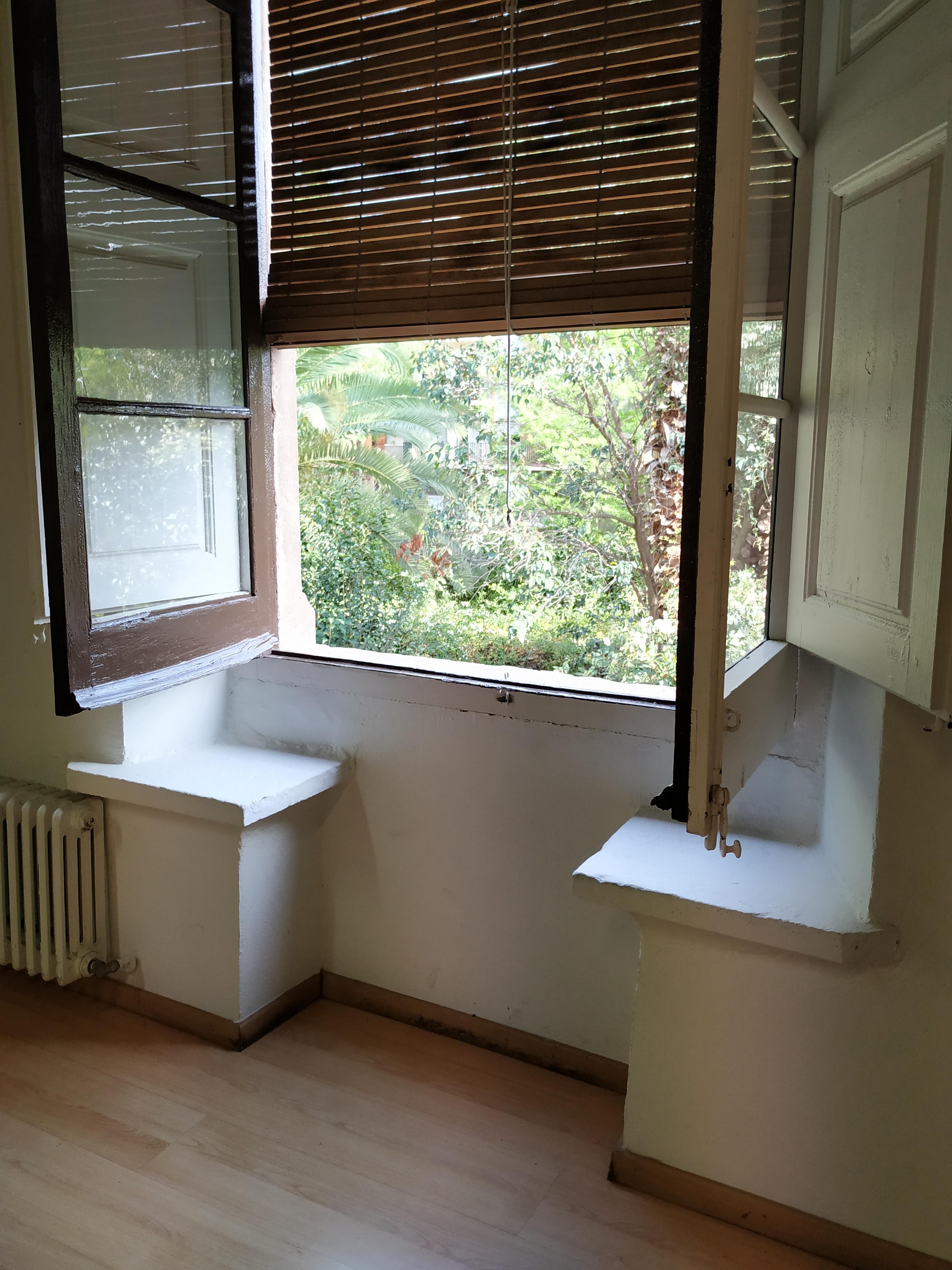
Festejadors de la masia.

L'any 1959 mor el Dr. Prats i Comas, net de Jaume Prats i Carbó, donant l'edifici i els horts annexos a l'ajuntament de la ciutat, amb la condició que la finca llegada es destini a residència d'avis o, si no fos possible, a biblioteca i parc. No va ser fins al 1979 quan, des de la Regidoria de Cultura que encapçalava l'escriptor Paco Candel, es va decidir utilitzar l'espai com a biblioteca. Va ser aleshores quan es va iniciar el procés de restauració i rehabilitació de la masia. La remodelació fou a càrrec dels arquitectes Josep Martorell, Oriol Bohigas i David MacKay i va començar per la part dedicada als infants, que es va ubicar a l'antiga pallissa, destinant l'edifici principal a la secció d'adults de la biblioteca.
Va ser inaugurada el 23 d'abril de 1983 en conveni entre la Generalitat i l'Ajuntament de l'Hospitalet. En un principi va fer funcions com a Biblioteca Central, donant suport a les biblioteques escolars i altres centres de lectura del municipi. L'any 1997, amb la publicació del Pla de Biblioteques de l'Hospitalet, la biblioteca perd aquesta denominació passant a ser considerada Biblioteca de districte. Forma part de la Xarxa de Biblioteques Municipals i compta amb un fons de més de 60.000 documents, destacant el fons de cinema espanyol.